# Eric Posner
 Eric Andrew Posner (5 de diciembre de 1965) es un jurista estadounidense. Hijo del juez Richard Posner, actualmente es Profesor Kirkland & Ellis de la Facultad de Derecho de la Universidad de Chicago. 
Ha continuado la línea de investigación de su padre, quien dio origen y dimensión permanente al análisis económico del Derecho. 

## Estudios y docencia
Posner se formó en el prestigioso Colegio Laboratorio de la Universidad de Chicago. Tras graduarse en 1984, completó su educación en la Universidad de Yale, donde culminó sus estudios de licenciatura y maestría con menciones honoríficas en Filosofía en 1988. Sus estudios doctorales en Derecho los cursó en la Universidad de Harvard. Sus estudios posdoctorales los realizó en la Facultad de Derecho de la Universidad del Sur de California, en donde fue becario John M. Olin.
Fue actuario y proyectista del juez Stephen F. William de la Corte de Apelaciones de Estados Unidos para el Circuito del Distrito de Columbia. Ha ejercido la docencia en varias instituciones de los Estados Unidos de América, entre estas la Escuela de Derecho de la Universidad de Nueva York y Facultad de Derecho de la Universidad de Pensilvania. Entre 1998 y 2011, dirigió la revista arbitrada The Journal of Legal Studies.

## Líneas de investigación
En 1997 abrió un nuevo campo de investigación sobre el análisis económico en el terreno de las normas informales de la vida social, con los métodos de la teoría de señales. Entre las líneas de investigación principales a las que se ha dedicado están el Derecho Internacional, el Derecho de Extranjería, y la Política Internacional. Cuando los Estados Unidos de América estaban siendo azotados en 2008 por una grave crisis financiera, en la que los propietarios estaban "bajo agua" (con deudas hipotecarias que superan el valor de sus viviendas), propuso un plan de rescate de apreciación compartida entre deudores y acreedores.